# Mario Bailey
Mario Bailey (* 30. November 1970 in Oakland, Kalifornien), Spitzname: Super Mario, ist ein ehemaliger US-amerikanischer American-Football-Spieler, der unter anderem bei der Frankfurt Galaxy aktiv war.

## Spielerlaufbahn

### College
Der schmächtige Wide Receiver Mario Bailey studierte an der University of Washington in Seattle. Mit seiner Collegefootballmannschaft erreichte er 1991 und 1992 den Rose Bowl. 1991 wurde dabei die University of Iowa mit 46:34 besiegt, 1992 folgte ein 34:14-Sieg gegen die University of Michigan, zu dem Bailey durch einen Raumgewinn von 126 Yards und zwei Pässe zu Touchdowns in die Endzone beitrug. 1991 wurde die Mannschaft aus Seattle zum nationalen Meister erklärt und Bailey wurde in das All American Team gewählt. Noch heute hält er an seinem College den Rekord für die meisten gefangenen Touchdowns in einer Saison (18) sowie für die meisten Touchdowns während der gesamten Laufbahn (30). Bailey machte in Seattle einen Abschluss in Kommunikationswissenschaften.

### Profikarriere
Bailey wurde 1992 von den Houston Oilers in der sechsten Runde an 162. Stelle gedraftet. Einsatzzeit erhielt er weder in Houston noch bei den New York Jets, in deren Kader er 1993 stand. 1995 wurde Bailey von den Frankfurt Galaxy verpflichtet, die zu diesem Zeitpunkt in der World League of American Football spielten und von Ernie Stautner trainiert wurden. Der schnelle Bailey, der eine Strecke von 40 Yards in 4,45 Sekunden zurücklegen konnte, entwickelte sich zum Stammspieler der Mannschaft und spielte bis 2000 in Frankfurt am Main. Um zu verhindern, dass ein anderes Team der World League Bailey verpflichtet, wurde er geschützt, sodass ihn keine andere Mannschaft verpflichten konnte. 1995 gelang Bailey mit dem von Quarterback Paul Justin angeführten Team der Einzug in den World Bowl III. In Amsterdam konnten die Amsterdam Admirals mit 26:22 besiegt werden. Bailey hatte maßgeblichen Anteil an dem Sieg: Ihm gelang mit sechs Passfängen ein Raumgewinn von 93 Yards. 
1996 musste sich die Mannschaft von Bailey im World Bowl IV den Scottish Claymores mit 32:27 geschlagen geben, obwohl Bailey in diesem Spiel acht Passfänge für einen Raumgewinn von 104 Yards und zwei Touchdowns nach Passwurf durch Steve Pelluer erzielen konnte. Im Jahr 1998 erreichte die Galaxy erneut den World Bowl, verlor aber gegen Rhein Fire mit 10:34. Im World Bowl VII konnte Bailey 1999 einen Touchdown nach Pass von Jake Delhomme und die Galaxy gewann die Meisterschaft gegen die Barcelona Dragons mit 38:24. Nach der Saison 2000, in der Bailey 10 Touchdowns erzielte, musste er seine Karriere in Frankfurt beenden.
Bailey, der bei den Fans der Galaxy ein Publikumsliebling war, hielt bis zur Auflösung der NFL Europa (NFLE) die Karriererekorde für die meisten gefangenen Pässe (252), die meisten Touchdowns (35) und den größten insgesamt erzielten Gesamtraumgewinn (3805 Yards) in der Liga.
Bailey schloss sich 2001 der Mannschaft der Orlando Rage an, deren Liga XFL allerdings nur ein Jahr existierte und danach den Spielbetrieb einstellte. Von 2001 bis 2003 spielte er danach noch drei Spielzeiten in der Arena Football League, bevor er seine Karriere beendete.